# Оппердус
Оппердус (нід. Opperdoes) — село в нідерландській провінції Північна Голландія. Входить до муніципалітету Медемблік.
Його площа становить 3,28 км², а населення станом на 2021 рік складало 1 930 осіб.
Перша згадка про населений пункт датується кінцем 11-го сторіччя.
Протягом 1817—1979 років мало статус окремого муніципалітету.

## Галерея

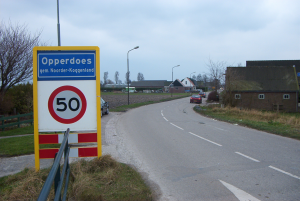